# Liste des plus hauts bâtiments de Munich

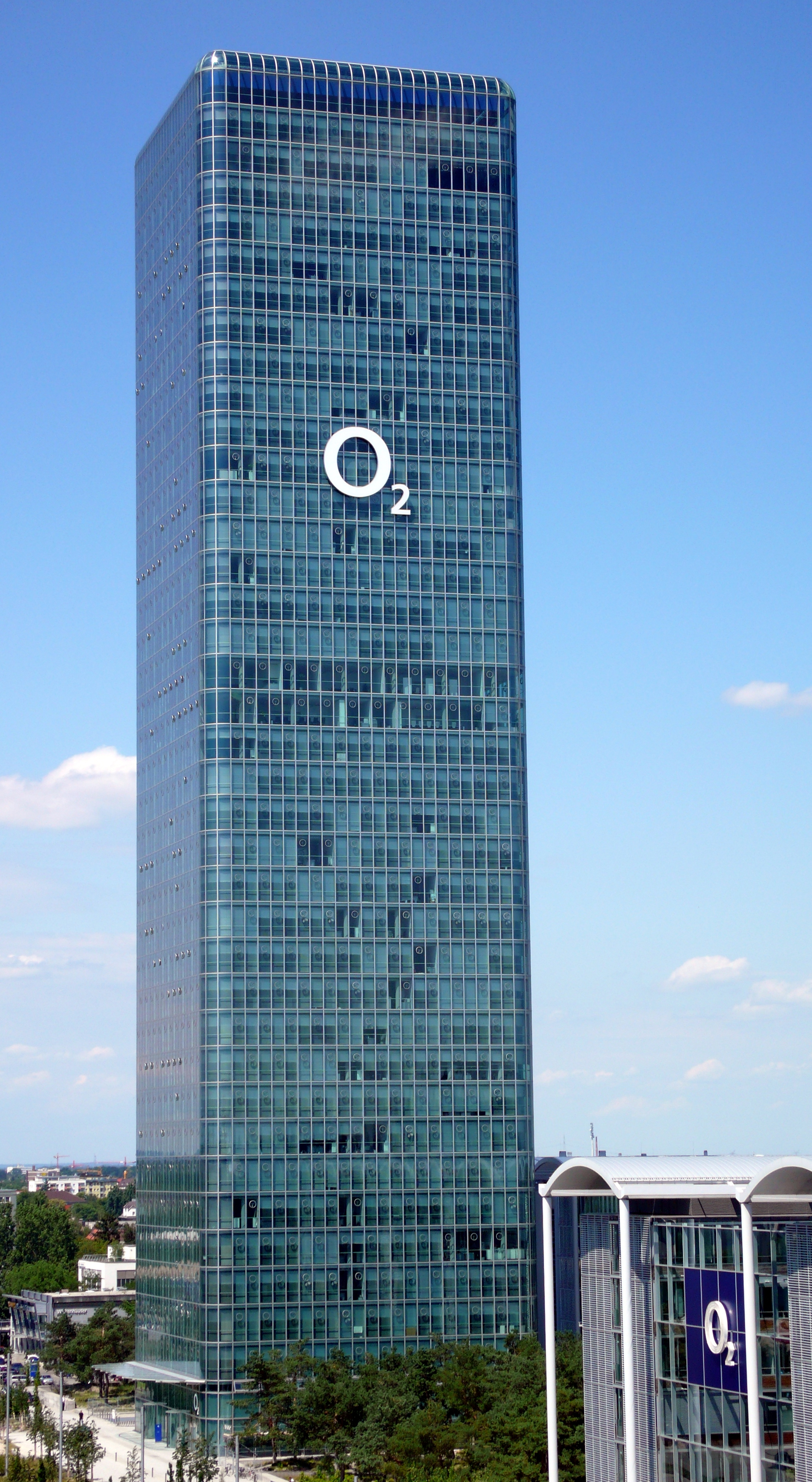
La Hochhaus Uptown München, plus haut bâtiment de Munich.

La liste des plus hauts bâtiments de Munich recense les plus hauts édifices de la ville allemande de Munich.

## Liste
1. Hochhaus Uptown München, 146 m
2. Highlight Towers 1, 126 m
3. Hypo-Haus, 114 m
4. Highlight Towers 2, 113 m
5. Tour BMW, 101 m
6. SV-Hochhaus, 100 m